# عشق یعنی حسادت
عشق یعنی حسادت (ایتالیایی: Amore vuol dir gelosia) یک فیلم کمدی ایتالیایی-اسپانیایی به کارگردانی مائورو سِوِرینو است که در سال ۱۹۷۵ منتشر شد.

## گزیدهٔ بازیگران
- باربارا بوشه
- انریکو مونتسانو
- میلنا ووکوتیک
- آنیتا فارا
- جانکارلو بادسی
- جینو سانترکوله